# Corrado Simioni
Corrado Simioni (Dolo, 10 dicembre 1934 – Crest, 8 ottobre 2008) è stato un attivista italiano sospettato di aver manovrato il terrorismo rosso in Italia negli anni di piombo.

## Biografia
Studioso di Luigi Pirandello, iniziò la sua attività politica militando nelle file del Movimento giovanile socialista con Bettino Craxi. Nel 1965 tuttavia venne espulso dal partito per indegnità morale (circostanza questa che sarà da lui negata successivamente). Secondo alcune fonti collaborò con l'USIS (United States Information Service). In seguito si trasferì a Monaco di Baviera per approfondire gli studi di latino e teologia, per poi ritornare a Milano all'inizio del Sessantotto. Leader di un collettivo operai-studenti, mentre lavorava alla Arnoldo Mondadori Editore, l'8 settembre 1969 fondò insieme a Renato Curcio il "collettivo politico metropolitano" milanese.
Il gruppo, che teorizzava lo scontro aperto, viene considerato il progenitore delle Brigate Rosse. Insieme a circa settanta persone, tra cui componenti del collettivo (quali Renato Curcio, Margherita Cagol, Giorgio Semeria, e Vanni Mulinaris) ed elementi cattolici del dissenso, partecipò al convegno di Chiavari (1º- 5 novembre 1969) nella sala Marchesani, adiacente alla pensione "Stella Maris", nel quale un gruppo di partecipanti guidati da Curcio dichiarò la propria adesione ad una visione di lotta armata ed il successivo passaggio alla clandestinità. La data di questo convegno viene da taluni considerata come la data di nascita delle Brigate Rosse; altri, come Alberto Franceschini, affermano che la formazione di lotta armata sia nata con il convegno di Pecorile (Reggio Emilia) nell'agosto 1970.
Si afferma che fu il capo del Superclan, organizzazione nata parallelamente alle BR. È sospettato di aver organizzato, senza prendervi parte, l'attentato contro l'ambasciata americana ad Atene del 2 settembre 1970 durante la dittatura dei colonnelli. Quel fatto, in cui morirono i due attentatori per un loro errore, avrebbe segnato una forte rottura fra Simioni e Curcio quando quest'ultimo venne a sapere che era stato precedentemente proposto a sua moglie Margherita Cagol di mettere in atto quello stesso attentato.
L'ultima sua attività, prima di passare alla completa clandestinità sul territorio italiano, Simioni la compì nel 1970 come redattore (assieme a Mulinaris e Curcio) dei primi uno o due numeri della rivista "Sinistra proletaria", l'ultimo dei quali riporta in copertina uno sfondo rosso con disegnato al centro un cerchio nero attorniante le sagome di quattordici mitra. Secondo la testimonianza di Curcio, la rottura definitiva tra Simioni e i fondatori delle BR avvenne nell'autunno del 1970 in concomitanza con le prime azioni di «propaganda armata» firmate dalle Brigate Rosse, quando Simioni si accorse che non era coinvolto nella pianificazione.
Trasferitosi in Francia nel 1976, fondò a Parigi, assieme a Duccio Berio e Vanni Mulinaris, la scuola di lingue Hyperion, la quale secondo alcuni ebbe la funzione di una vera centrale internazionale del terrorismo.
A Parigi Simioni si inserì nella vita cittadina, ricominciando a frequentare gli ambienti cattolici progressisti e divenendo vicepresidente della Fondazione Abbé Pierre. Per il suo impegno a favore dei senzatetto in questa associazione, nel 2001 venne insignito del titolo di Cavaliere della Repubblica Francese. In qualità di accompagnatore dell'Abbé Pierre, nel novembre 1992 venne ricevuto da papa Giovanni Paolo II in udienza privata. Successivamente si avvicinò al buddhismo tibetano. Qui inoltre conobbe una donna da cui in seguito ebbe un figlio che si trasferì in Italia. Simioni si appartò nella campagna di Truinas, nella Drôme, dove gestì un B&B insieme alla sua compagna fino alla morte, avvenuta nell'ottobre 2008 all'età di 74 anni.

## Il grande vecchio
Nell'aprile 1980 Bettino Craxi, alludendo alla esistenza di un "grande vecchio" delle Brigate Rosse (l'eminenza grigia ipotizzata da alcuni che dall'estero avrebbe guidato, come un burattinaio, molte delle azioni terroristiche sul suolo italiano), dichiarò che costui poteva essere cercato «tra quei personaggi che avevano cominciato a fare politica con noi e poi sono scomparsi, magari sono a Parigi a lavorare per il partito armato», frase che venne da molti ritenuto indicasse come "grande vecchio" proprio Simioni. L'organizzazione di sinistra extraparlamentare Lotta Continua lo accusò di essere un confidente della polizia e in contatto con i servizi segreti.
All'inizio degli anni novanta, durante la fase iniziale di Mani pulite, Simioni fu nuovamente accusato da Silvano Larini di essere il "grande vecchio", accuse respinte da Simioni che le ritenne parte di un'azione contro Bettino Craxi, vista la comune militanza nel Movimento giovanile socialista.